# Волчя Драга
Волчя Драга (словен. Volčja Draga) — поселення в общині Ренче-Вогрско, Регіон Горишка, Словенія. Висота над рівнем моря: 52,3 м.